# Dux
Dux (latinsko dux, mn. duces) je bil latinski naslov vodje ali generala, iz katerega so se kasneje razvili naslovi doge (dož), duca (vojvoda)  in duce (duče).
V Rimski republiki se je naslov dux lahko nanašal na vsakogar, ki je poveljeval vojaškim enotam, vključno s tujimi voditelji, vendar ni bil uraden vojaški čin. Julij Cezar je pri pisanju svojih Komentarjev galskih vojn  uporabljal naslov dux samo za keltske generale, z izjemo rimskega poveljnika, ki ni imel uradnega čina.

## Rimsko cesarstvo

### Izvirna raba
Do 3. stoletja dux ni bil uradni naslov niti v rimski vojski niti v državni upravi.
Kasneje je bil dux v rimski vojski general, ki je poveljeval dvema ali več legijam. Naslov dux se je lahko nanašal tudi na konzula ali imperatorja, običajno guvernerja rimske province. Dux kot guverner je bil  najvišji civilni uradnik v provinci in hkrati vrhovni poveljnik legij, nastanjenih v njegovi provinci.

### Sprememba rabe
Do sredine 3. stoletja n. št. je naslov dobil natančnejšo konotacijo in pomenil poveljnika ekspedicijske vojske, običajno sestavljene iz več veksilacij iz ene ali več rednih vojaških formacij. Takšna  imenovanja so se dogajala v posebnih vojnih razmerah, ko se je zdelo, da grožnja, s katero se je treba spopasti, presega zmogljivosti vojaške poveljniške strukture v provinci, značilne za rimsko vojsko visokega cesarstva.
Od Galienove vladavine dalje so bili duxi več kot stoletje vedno viri perfectissimi, se pravi pripadniki drugega razreda konjeniškega reda. Po položaju so bili višji od poveljnikov provincialnih legij, ki so bili običajno viri egregii – pripadniki tretjega razreda konjeniškega reda. Duxi so se od praesidov, ki so bili v svojih provincah vrhovna civilna in vojaška avtoriteta, razlikovali po tem, da so bili samo vojaki.  Vojaška pooblastila duxa niso bila nujno omejena samo na eno provinco, ampak na vse province, v katerih so potekale vojaške operacije v njegovi pristojnosti. Proti koncu 3. stoletja je dux postal redni vojaški čin visokih častnikov obmejnih enot (limitanei), ki so bile v nasprotju s cesarsko poljsko vojsko (comitatenses) vezane na določeno ozemlje.

### Položajduxav dominatu
V dominatu so bila pooblastila duxa ločena od vloge guvernerja in prenesena na novega uradnika, imenovanega dux. Dux je bil zdaj najvišji vojaški častnik v provinci. Poveljeval je legijam,  vendar je moral njegova pooblastila odobriti guverner. Ko so bila pooblastila odobrena, je lahko dux o vseh vojaških zadevah odločal neodvisno od guvernerja. Takšen položaj je imel na primer dux per Gallia Belgica, dux province Belgijska Galija.
Po vzpostavitvi Dioklecijanove tetrarhije so bile pokrajine organizirane v dioceze, ki so jih upravljali vikarji. Podobno kot guvernerju je tudi vikarju asistiral dux, ki je bil nadrejen  vsem drugim duxom v diocezi. Ko je vikar zbral legije za neko vojaško operacijo, je vsem legijam poveljeval prav on. Dux je bil na drugi strani podrejen magistru militum njegove pretorske prefekture, njemu pa rimski cesar. Takšen položaj je imel na primer dux per Gallia, dux galskih diocez.

## Kasnejši razvoj
V Bizantinskem cesarstvu se je naslov dux ohranil kot δούξ (doux) in bil enak činu generala (strategos). V poznem 10. in zgodnjem 11. stoletju je bil doux ali katepano zadolžen za velika okrožja, sestavljena iz več manjših tem (temata) in poklicnih polkov (tagmata) bizantinske vojske. V obdobju Komnenov je naziv dux za vojaškega častnika popolnoma nadomestil naziv strateg, ki je pomenil najvišjega vojaškega častnika v temi. V bizantinski mornarici se je v 1070. letih pojavil naziv doux ladjevja, v 1090. letih pa naziv megas doux (veliki vojvoda) za vrhovnega poveljnika celotne mornarice. 
Naslov se je začel uporabljati tudi kot družinsko ime. Aristokratska rodbina Dukas je od 9. do 11. stoletja dala več bizantinskih cesarjev in generalov, medtem ko so kasnejši nosilci priimka, potomci Dukasov po materinski strani, ustanovili Epirski despotat v severozahodni Grčiji.

## Po-rimska raba
Kralj Artur je v enem od njegovih prvih literarnih nastopov opisan kot dux bellorum (dux vojn) v vojnah rimsko-britanskih kraljev z Anglosasi. Kronika iz samostana svetega Martina v Kölnu navaja, da so samostan leta 778 oropali Sasi, obnovil pa ga je "Olgerus, dux Daniæ" s pomočjo Karla Velikega. Olger  je bil morda zgodovinska oseba, okoli katere je nastal mit o Ogierju Dancu.
Iz latinskega dux izvira več različnih visokih fevdalnih plemiških naslovov kot so angleški duke, francoski duc, španski in portugalski duque, beneški dož, italijanski  duca in duce (duče) in bizantinski grški dukas ali doukas (δούκας). Italijanski fašistični diktator Benito Mussolini je uporabljal naslov duče, s katerim je želel poudariti svoj vodilni položaj. Eno od fašističnih gesel je bilo "DVX MEA LVX",  ki pomeni "Duče [je] moja luč".

## Šolstvo
Na Škotskem, v Južni Afriki, Avstraliji in Novi Zelandiji je dux sodoben  naslov, ki se v vsakem akademskem letu podeljuje najvišje uvrščenim študentom v akademskih, umetniških ali športnih dosežkih (Dux Litterarum, Dux Artium in Dux Ludorum). Naslov je dobro izhodišče za pridobitev štipendij na univerzah. Podprvakom se lahko podeli naslov proxime accessit, ki  pomeni "on/ona je prišel naslednji", ali semidux.
Na portugalskih univerzah je dux najstarejši študent, običajno zadolžen za nadzor praxe, iniciacijskih ritualov za bruce.

### Vir
- Realencyclopädie der Classischen Altertumswissenschaft (Pauly–Wissowa).